# هاينريش كايزر
هاينريش غوستاف يوهانس كايزر (16 مارس 1853 في بنجن أم راين-14 أكتوبر 1940 في بون) فيزيائي ألماني.

## روابط خارجية
- هاينريش كايزر على موقع الموسوعة البريطانية (الإنجليزية)